# Teatro da Rua dos Condes
O Teatro da Rua dos Condes foi um teatro situado em Lisboa, nomeadamente na homónima Rua dos Condes. Posteriormente em 1916, após ser adquirido pela firma Castello Lopes, passou a designar-se Cinema Condes.

## História

### Antecedentes

#### Teatro das Hortas do Conde
Localizado no canto sudoeste das dependências do Palácio da Anunciada dos Condes da Ericeira, em Lisboa, nomeadamente no antigo pátio para as carruagens e no quintal das hortas, em 1738 foi construído a pedido da classe aristocrática portuguesa um teatro de ópera, denominado de Teatro Novo ou ainda Teatro da Ópera, sendo no entanto popularmente conhecido como Teatro das Hortas do Conde. Impulsionado pelas acções dos empresários António Gomes de Figueiró, cristão-novo e cunhado do advogado Francisco Trigueiro de Góis, e Agostinho da Silva, produtor teatral eborense, e mediante uma renda fixa acordada para a sua exploração durante doze anos e um camarote perpétuo exclusivo de D. Henrique de Meneses e sua família, o teatro tornou-se no palco de várias obras teatrais e musicais, essencialmente produzidas e desempenhadas pela companhia de Alessandro Maria Paghettio, violinista e empresário italiano radicado no país, passando o seu empreendimento a actuar exclusivamente no Teatro da Rua dos Condes após várias temporadas com residência fixa no Teatro da Trindade.
Inaugurado em novembro desse ano, o teatro contava frequentemente com a presença de várias figuras ilustres da aristocracia portuguesa, tendo as marquesas de Valença, de Abrantes, de Soure e Távora, entre outras, comprado vários camarotes para diversas temporadas musicais.
Após várias décadas em funcionamento, em 1755 foi destruído pelo terremoto de Lisboa.

#### Teatro da Rua dos Condes
Reconstruído em 1765 e competindo com o Teatro do Salitre pelo título de “Teatro Nacional”, o Teatro Novo da Rua dos Condes, da autoria do arquitecto italiano Petronio Manzoni, foi palco de várias companhias teatrais e de ópera, destacando-se a companhia italiana de Ana Zamperini e a francesa de Émile Doux, figura marcante do teatro português oitocentista, contudo devido à continua degradação do edifício ao longo dos anos e ao elevado risco de segurança para o seu público em 1882 foi ordenada a sua demolição.

#### Teatro-Chalet
Entre 1883 e 1886, nesse mesmo local, foi erigido um pequeno barracão de madeira, denominado Teatro-Chalet, sendo dirigido pelo actor e empresário Manoel José de Araújo. Por esse facto, era popularmente chamado de Chalet do Araújo.

### Teatro da Rua dos Condes

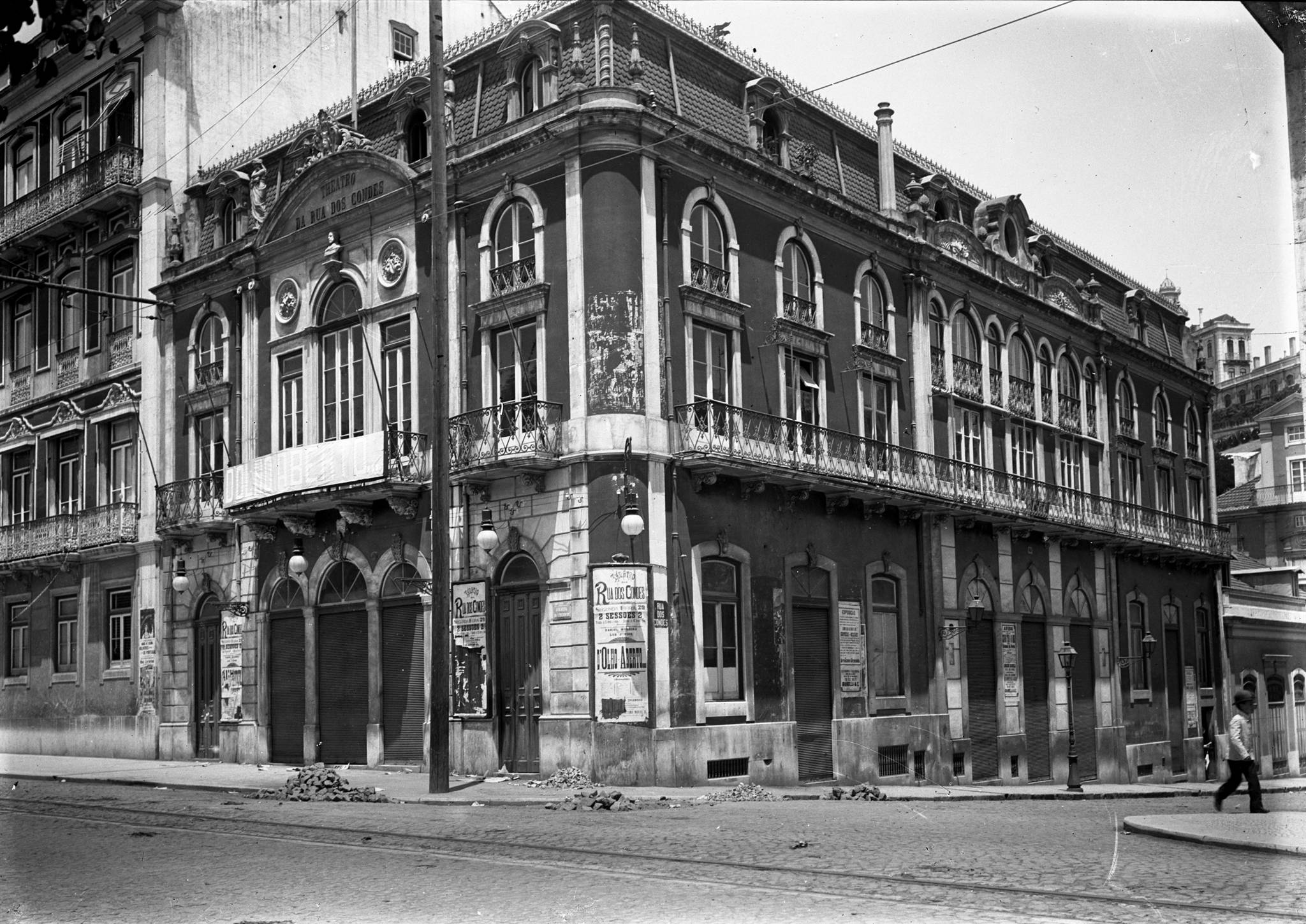
O Teatro Novo da Rua dos Condes, após a reconstrução de 1888.

Propriedade do comerciante e proprietário dos Armazéns Grandella, Francisco de Almeida Grandella, em 1888 foi construído o Teatro Novo da Rua dos Condes, comummente conhecido como Teatro da Rua dos Condes, segundo desenho da autoria do arquitecto António José Dias da Silva. Gerido inicialmente por Salvador Marques e Casimiro de Almeida, fundadores da companhia teatral dirigida e ensaiada por António de Sousa Bastos, o teatro foi inaugurado a 23 de dezembro desse ano, tendo sido pontuado o evento inaugural por um monólogo recitado pelo actor Taborda e os espectáculos "Ontem e hoje" de Baptista Machado e "As duas rainhas", seguindo-se nos anos seguintes vários espectáculos de opereta, vaudeville ou teatro de revista, como "O casamento de Nitouche", "O solar dos Barrigas", "O reino da bolha" ou "Agulhas e alfinetes".

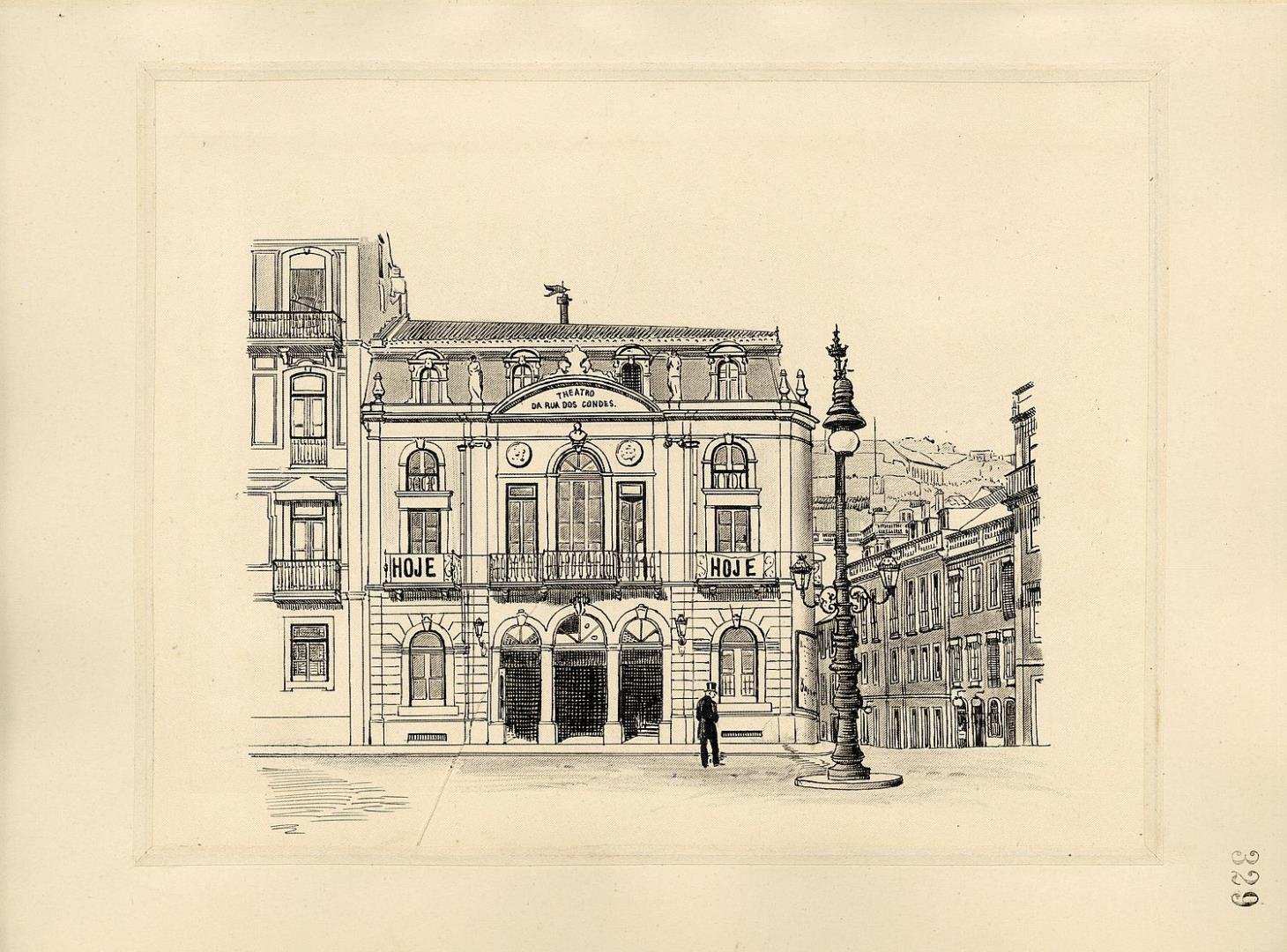
Teatro da Rua dos Condes (1903)

Devido às restrições impostas pela reorganização do espaço urbano da Avenida da Liberdade, tendo esta se tornado numa área de elevada importância comercial e social, e os seus passeios e estradas alargadas, o novo teatro sofreu uma redução espacial, passando também a possuir uma nova orientação. A fachada principal, pontuada por três grandes portas, passou a ser voltada para a Avenida da Liberdade e a entrada lateral, restrita aos artistas e restantes elementos operacionais do teatro, para a Rua dos Condes. No seu interior, o público tinha acesso através do piso térreo a um vestíbulo, um salão-bufete, cujo tecto fora desenhado pelo pintor Augusto Gameiro, e à plateia, que era dividida em quatro classes, seguindo-se nas laterais duas escadarias para o piso superior, onde se situavam os camarotes. Na sala de espectáculos, o tecto era pontuado por diversos medalhões realizados pelos cenógrafos Eduardo Reis e Júlio Machado, que retratavam várias figuras do teatro português, como Almeida Garrett ou Emília das Neves.
Em 1898 o teatro foi novamente remodelado de forma a aumentar a sua lotação.
Apesar de pelo seu palco terem passado nomes como Chaby Pinheiro, António Pedro ou Ângela Pinto, em 1915, devido a elevadas perdas de receita financeira, e pela mão do empresário cinematográfico Leopoldo O'Donnell, o Teatro Novo da Rua dos Condes encerrou a sua actividade como sala de teatro para se converter em sala de cinema.

### Cinema Condes
Em 1916 o edifício foi comprado pela firma Castello Lopes, passando a ser oficialmente denominado Cinema Condes.
Apesar de ter sido realizada uma remodelação de todo o seu espaço para a exibição de filmes em 1919, em 1951 o edifício foi demolido sendo erigido um novo edifício com base num projecto do arquitecto Raul Tojal, cuja estrutura ainda hoje está presente no lado nascente do início da Avenida da Liberdade.